# Junije Resti
Junije Marijan Josip Antun Alojz Restić ali de Resti, znan tudi kot Giunio Antonio Resti in Džono Rastić, hrvaški pesnik in satirik, * 11. januar 1755, Dubrovnik, † 30. marec 1814, Dubrovnik.

## Življenje
Rodil se je leta 1755 plemiški družini iz Dubrovnika, očetu Antunu in materi Magdaleni Terezi. Študiral je v lokalnem kolegiju jezuitov. Zanimal se je za poezijo in humanistiko. Ko je postal član širšega sveta, zakonodajne skupščine Dubrovniške Republike, je nadaljeval s študijem srednjeveškega in rimskega prava, zgodovine, filozofije in klasične poezije.
Leta 1776 se je poročil z Marijo Zamanjić.
Bil je član senata Republike. Leta 1797 je bil izvoljen za rektorja, vendar je to mesto po enem mesecu opustil, zaradi spletk in konfliktov v političnem življenju. Svoje nadaljnje življenje je nato posvetil književnemu ustvarjanju.
Leta 1806 je bil priča obisku Napoleonovega odposlanca, maršala Lauristona, kateri je prišel z namenom formalne obnove stare Republike.
Umrl je leta 1814.

## Delo
Pisal je pesmi v latinščini, pisma in govore v italijanščini, elegije, ode in epigrame. Največji uspeh pa si je priboril s satirami. Navdihovala ga je Antična književnost.
Njegova dela je leta 1816 zbral in objavil Francesco Maria Appendini v zbirki Carmina (sklop štirih knjig: satire, več elegij, pisma, pesmi).
1. 1 2 3  Dr. Constant v. Wurzbach Resti, Giugno // Biographisches Lexikon des Kaiserthums Oesterreich: enthaltend die Lebensskizzen der denkwürdigen Personen, welche seit 1750 in den österreichischen Kronländern geboren wurden oder darin gelebt und gewirkt haben — Wien: 1856. — Vol. 25. — S. 322.
2. 1 2 3  Brozović D., Ladan T. Hrvatska enciklopedija — LZMK, 1999. — 9272 p.